# Chabab Aurès Batna
Pour les articles homonymes, voir CAB.
Maillots
Actualités
Dernière mise à jour : 9 janvier 2025.
Le Chabab Aurès Batna  en
berbère : ⵛⵀⴱⴰⴱ ⴰⵓⵔⴰⵙ ⴱⴰⵜⵏⴰ , en arabe : شباب أوراس باتنة , plus couramment abrégé en CA Batna ou encore en CAB, est un club algérien de football fondé en 1932 et basé dans la Wilaya de Batna.

## Histoire
Le CAB participa en saison 1932-1933 au championnat de deuxième division, il perd le titre de champion du département de Constantine (Deuxième Division) contre le RCM Souk-Ahras par 1 but à zéro, le 30 avril 1933. il accède en division promotion d'honneur ou il évolua jusqu'en 1939.
En juillet 1936, le club fut présidé par george bonnaco et alfred françois  
De 1939 à 1944, il connaît un arrêt de toutes ses activités sportives.
En 1951, le club fut affilié à la ligue de Constantine par le comité directeur le 28 octobre.
Le club a cessé ses activités avant la Guerre d'Algérie à cause du manque d'argent. Plusieurs membres de cette équipe rejoignent les rangs du FLN. Et la plupart, au nombre de soixante quatre joueurs, mourront au combat pendant la guerre. Les fondateurs ont formé l'un des premiers noyaux à l'origine du déclenchement de la guerre, le 1er novembre 1954 .
Ces joueurs et membres du club sont : Djebari Rabeh - Chitar Belkacem - Drana Ahmed - Guellil Abdellah - Demagh Said - Guellil Kadour - Khlafena Saleh - Lamrani Abdelhamid - Mechlek Ahmed - Mestek Rachid - Nezzari Rachid - Nezzar Saleh - Sefouhi Elhachemi - Sefouhi Mestafa - Saidi Rachid - Debbache Abderrahman - Ali Ennmer - Bekhouche Salah - Bouabsa Malik - Djabellah Mohammed - Boulila Messoud.

### Après l'indépendance
Le club reprend le terrain des compétitions sportives après l'indépendance de l'Algérie; le CA Batna a mis plusieurs années pour se refaire une santé. Il a évolué aux différents échelons du championnat algérien de football : la Division d'honneur, la Régionale et la Division 2. Après treize ans, il accède en première division. Peu après, Il a connu des difficultés financières et un manque de moyens. Le club changera de nom après la reforme sportive de 1977 et de dirigeants pour s'appeler : CNB (Chabab Nassij Batna). Il reprendra son ancienne appellation au début des années 1990. La télévision Algérienne a produit un documentaire sur l'histoire du club batnéen. Durant la saison 2015-2016, le club accède de nouveau à la Ligue 1 mais relègue encore une fois en Ligue 2.

## Identité du club
L'identité du Chabab Aurès Batna viens d'une idée qui est devenue réalité par Nezzar Saleh - Demagh Said - Guelil Kadour - les fréres Seffouhi. Ceux qui ont fondu ce club football durant la guerre algeriénne contre la france totalement indépendant des français.
De 1932 jusqu'à 1936 le club n'avait pas de président, derigée par les fondateurs qui étaient les joueurs cités ci-dessus.
En juillet 1936, le club fut présidé par le docteur Benkhelil, vice-présidents : Clanfarani, Fezza Lahcène, Hammami Mouloud, secrétaires Bentalha et Benghezal, trésoriers Berual, Roudesli, directeur sportif, Perroucci, assesseurs : Salah Fadhli, Athmana M, Madoui Mostefa, Kouitène H, Bourouba M, Hamimed M, Boureghda Mohamed et garde matériel, ce fut Amar Mihoubi, lors du conseil d'administration.
De 1939 à 1944, il connaît un arrêt de toutes ses activités sportives pour des raisons d'honneur et de principe.
La majeure partie de l'équipe adhérait au PPA, Parti du peuple algérien. L'équipe du CAB ayant gagné lors de deux rencontres face le maire de Batna, - aussi président du club de l'ASB - cria que c'était le PPA qui avait battu son club.
En 1951, le club fut affilié à la par le comité directeur le 28 octobre.
Le club a cessé ses activités avant la Guerre d'Algérie à cause du manque d'argent. Plusieurs membres de cette équipe rejoignent les rangs du FLN. Et la plupart, au nombre de soixante quatre joueurs, mourront au combat pendant la guerre. Les fondateurs ont formé l'un des premiers noyaux à l'origine du déclenchement de la guerre, le 1er novembre 1954 .

### Couleurs
Les couleurs du Chabab Aurès Batna sont le Rouge et le Bleu, avec le Jaune comme couleur secondaire.

### Logos

Ancien logo du club
Logo actuel du club

### Nom du club
| Club Athlétique Batna (CAB) |
| --------------------------- |

| Chabab Athlétique Batna (CAB) |
| ----------------------------- |

| Chabab Nassij Batna (CNB) |
| ------------------------- |

| Chabab Aurès Batna (CAB) |
| ------------------------ |

## Palmarès et résultats sportifs

### Titres et trophées
| Compétitions nationales | Compétitions internationales                   |
| - Coupe d'Algérie - Finaliste : 1997 et 2010. - Coupe de la Ligue - Finaliste : 1998. - Ligue 2 (2) - Champion Gr. est : 1975 et 1993. - Vice-champion : 2016. | - Coupe de la confédération - 1er Tour : 2011. |

| Palmarès des jeunes                                 |
| Junior - Coupe d'Algérie Junior - Finaliste : 1981. |

### Classement saison par saison
Le CAB joue très régulièrement entre la D1 et la D2 algérienne.
- 1962-63 : C-H Gr. est Gr. 1, 6e
- 1963-64 : D2, ?e
- 1964-65 : D3, ?e
- 1965-66 : D3, ?e
- 1966-67 : D3, 11e
- 1967-68 : D3, ?e
- 1968-69 : D3, ?e
- 1969-70 : D3, ?e
- 1970-71 : D3, ?e
- 1971-72 : D3, ?e
- 1972-73 : D2, Gr. est, ?e
- 1973-74 : D2, Gr. est, 7e
- 1974-75 : D2, Gr. est, 1er
- 1975-76 : D1, 8e
- 1976-77 : D1, 6e
- 1977-78 : D1, 11e
- 1978-79 : D1, 13e
- 1979-80 : D1, 13e
- 1980-81 : D1, 14e
- 1981-82 : D2, Gr. centre-est, 12e
- 1982-83 : D3, ?e
- 1983-84 : D3, Gr. est, 1er
- 1984-85 : D2, Gr. est, 9e
- 1985-86 : D2, Gr. est, 7e
- 1986-87 : D2, Gr. est, ?e
- 1987-88 : D2, Gr. est, 6e
- 1988-89 : D3, Gr. est, 1er
- 1989-90 : D2, 6e
- 1990-91 : D2, 11e
- 1991-92 : D2, Gr. est, 9e
- 1992-93 : D2, Gr. est, 1er
- 1993-94 : D1, 13e
- 1994-95 : D1, 11e
- 1995-96 : D1, 10e
- 1996-97 : D1, 10e
- 1997-98 : D1, Gr. A, 5e
- 1998-99 : D1, Gr. centre-est, 4e
- 1999-00 : D1, 8e
- 2000-01 : D1, 12e
- 2001-02 : D1, 12e
- 2002-03 : D1, 12e
- 2003-04 : D1, 14e
- 2004-05 : D2, 3e
- 2005-06 : D1, 9e
- 2006-07 : D1, 16e
- 2007-08 : D2, 5e
- 2008-09 : D2, 3e
- 2009-10 : D1, 16e
- 2010-11 : D2, 3e
- 2011-12 : D1, 7e
- 2012-13 : D1, 14e
- 2013-14 : D2, 13e
- 2014-15 : D2, 7e
- 2015-16 : D2, 2e
- 2016-17 : D1, 15e
- 2017-18 : D2, 15e
- 2018-19 : D3 Gr. est, 4e
- 2019-20 : D3 Gr. est, 4e
- 2020-21 : D2 Gr. est, 7e
- 2021-22 : D2 Gr. est, 4e
- 2022-23 : D2 Gr. est, 11e
- 2023-24 : D2 Gr. est, 4e
- 2024-25 : D2 Gr. est, ?e

### Parcours en Coupe Nationale
| Saison  | Tour        | Matchs         | Résultats       |
| ------- | ----------- | -------------- | --------------- |
| 1962-63 | 1/16 finale | ES Sétif       | 3-0             |
| 1963-64 | ?           | ?              | ?               |
| 1964-65 | 1/32 finale | JSM Skikda     | 3-1             |
| 1965-66 | 1/32 finale | ES Sétif       | 3-0             |
| 1966-67 | 1/16 finale | AS Ain M'lila  | 1-1 Corners 1-0 |
| 1967-68 | 1/16 finale | AS Ain M'lila  | 2-0             |
| 1968-69 | 1/32 finale | AS Ain M'lila  | 5-2             |
| 1969-70 | ?           | ?              | ?               |
| 1970-71 | ?           | ?              | ?               |
| 1971-72 | 1/32 finale | HAMR Annaba    | 1-1 t.a.b       |
| 1972-73 | ?           | ?              | ?               |
| 1973-74 | 1/8 finale  | NA Hussein Dey | 0-0 t.a.b       |
| 1974-75 | 1/8 finale  | MC Alger       | 3-2             |
| 1975-76 | 1/8 finale  | ES Sétif       | 1-0             |
| 1976-77 | 1/16 finale | USM Alger      | 2-0             |
| 1977-78 | 1/8 finale  | CM Belcourt    | 1-0             |
| 1978-79 | 1/8 finale  | USM El Harrach | 4-0             |
| 1979-80 | 1/16 finale | SA Mohamadia   | 1-0             |
| 1980-81 | 1/8 finale  | ES Sétif       | ?               |
| 1981-82 | ?           | ?              | ?               |
| 1982-83 | 1/16 finale | RC Kouba       | 2-0             |
| 1983-84 | ?           | ?              | ?               |
| 1984-85 | ?           | ?              | ?               |
| 1985-86 | 1/32 finale | ES Sétif       | 2-0             |
| 1986-87 | ?           | ?              | ?               |
| 1987-88 | 1/64 finale | CRM Annaba     | 2-2 tab         |
| 1988-89 | 1/16 finale | JSM Skikda     | 2-0             |
| 1989-90 | N.J         | N.J            | N.J             |
| 1990-91 | 1/16 finale | MC Oran        | 5-0             |
| 1991-92 | 1/32 finale | MC El Eulma    | ?               |
| 1992-93 | N.J         | N.J            | N.J             |
| 1993-94 | ?e T.R      | ?              | ?               |
| 1994-95 | 1/8 finale  | Hydra AC       | 1-0             |
| 1995-96 | 1/32 finale | ASM Oran       | 2-0 a.p         |
| 1996-97 | Finaliste   | USM Alger      | 1-0             |
| 1997-98 | 1/32 finale | NRB Touggourt  | 2-1             |
| 1998-99 | 1/16 finale | NA Hussein Dey | 2-1             |
| 1999-00 | 1/8 finale  | CS Constantine | 1-0             |

| Saison  | Tour             | Matchs            | Résultats     |
| ------- | ---------------- | ----------------- | ------------- |
| 2000-01 | 1/32 finale      | NA Hussein Dey    | 1-1 t.a.b 3-2 |
| 2001-02 | 1/8 finale       | MC Alger          | 2-0           |
| 2002-03 | 1/8 finale       | Hydra AC          | 1-0           |
| 2003-04 | 1/32 finale      | WA Tlemcen        | 1-0           |
| 2004-05 | 1/16 finale      | OMR Annasser      | 1-0           |
| 2005-06 | 1/32 finale      | AS Khroub         | 2-1           |
| 2006-07 | 1/32 finale      | HAMR Annaba       | 0-0 t.a.b     |
| 2007-08 | 1/64 finale      | AB Merouana       | 1-1 t.a.b     |
| 2008-09 | 1/8 finale       | CR Belouizdad     | 1-0           |
| 2009-10 | Finaliste        | ES Sétif          | 3-0           |
| 2010-11 | 1/8 finale       | ES Sétif          | 2-0           |
| 2011-12 | 1/32 finale      | CS Constantine    | 1-1 t.a.b 4-3 |
| 2012-13 | 1/16 finale      | MO Bejaia         | 1-0           |
| 2013-14 | 1/32 finale      | ES Bouakeul       | 3-1           |
| 2014-15 | 1/16 finale      | MO Bejaia         | 1-0           |
| 2015-16 | 1/64 finale      | CRB Ouled Djellal | 1-1 t.a.b     |
| 2016-17 | 1/16 finale      | USM Alger         | 1-0           |
| 2017-18 | 1/64 finale      | USM Khenchela     | 2-1           |
| 2018-19 | 1/16 finale      | CR Belouizdad     | 1-0           |
| 2019-20 | Avant dernier TR | OB Medjana        | ?             |
| 2020-21 | N.J              | N.J               | N.J           |
| 2021-22 | N.J              | N.J               | N.J           |
| 2022-23 | ?                | ?                 | ?             |
| 2023-24 |                  |                   |               |
| 2024-25 |                  |                   |               |

## Personnalités du club

### Présidents
- Docteur Benkhelil
- Farid Nezzar

### Entraîneurs
- Brahim Guellil
- Nezzar Abdelhamid
- Ameur Djamil
- Toufik Rouabah
- Rachid Bouarrata
- Toufik Rouabah
- Ali Fergani
- Zaharia Prodan[9]

### Joueurs emblématiques
- Abdelhalim Bouarara
- Sassi Haouzmani
- Zender Hachemi
- Demagh Said
- Guechir Abdelaziz
- Soualhi
- Imad Bella

## Structures du club

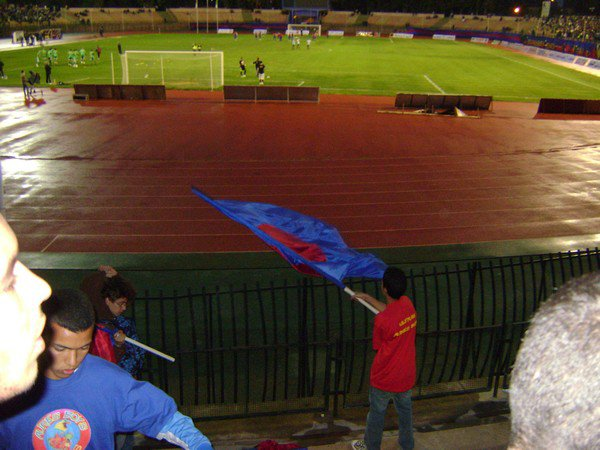
Le lieu des rencontres du CAB

### Structures sportives

#### Stade 1 novembre 1954
Le CA Batna évolue au Stade 1er novembre 1954, qui a été inauguré en 1979 et situé dans la ville de Batna. Il a une capacité de 20 000 places. Le stade a été rénové à plusieurs reprises depuis 1987. Le club évoluait avant dans un ancien stade de la ville : le Stade Mustapha Sefouhi d'une capacité de 2 000 places.

### Finances

#### Sponsors
- Sonelgaz
- Sonatrach
- Ooredoo
- Groupe Industriel des Ciments d'Algérie (GICA)

## Culture populaire et image

### Affluence et supporters
Les deux Kop principaux du grand club CA Batna sont :
- Ultras Aures Boys qui est le principal Kop de supporters;les couleurs principales du club, sont le bleu, le rouge et le jaune.
- Le second "Kop" est tout simplement nommé Supporters du CA Batna. À ce jour, il ne possède pas de site mais reste toutefois assez présent notamment lors des grands rendez-vous.

À savoir que le Kop des Ultras Aures Boys occupe le virage Ouest principalement alors que le reste des supporters "classiques" du CA Batna se répartissent les tribunes centrales, Sud et Est.
Le Kop des Supporters du CA Batna eux sont situées au virage Sud.

#### Les Ultras
| Nom               | Abréviation | Date de création | Emplacement du stade |
| ----------------- | ----------- | ---------------- | -------------------- |
| Ultras Aurès Boys | UAB         | 2009             | Curva Sud            |
| Ultras Furia Roja | UFR         | 2013             | Curva Sud            |

### Sources et liens externes
- Ressources relatives au sport :   - FootballDatabase
  - Soccerway
  - Transfermarkt